# Грабово (гмина)
Грабово (пол. Grabowo) — сельская гмина (волость) в Польше, входит как административная единица в Кольненский повет, Подляское воеводство. Население — 3658 человек (на 2011 год). Административный центр гмины — деревня Грабово.

## Демография
Данные по переписи 2011 года:
| Перепись            | Всего | Мужчины | Женщины |
| ------------------- | ----- | ------- | ------- |
| Всего               | 3658  | 1836    | 1822    |
| Городское население | 0     | 0       | 0       |
| Сельское население  | 3658  | 1836    | 1822    |

## Сельские округа
1. Андрыхы
2. Багиньске
3. Хелхы
4. Цемянка
5. Гнатово
6. Голянки
7. Грабово
8. Грабовске
9. Гронды-Михалы
10. Гронды-Можджене
11. Гуты-Подлесьне
12. Каминьске
13. Конопки-Бялысток
14. Конопки-Монеты
15. Ковнацин
16. Курково
17. Лебки-Дуже
18. Лебки-Мале
19. Лубяне
20. Марки
21. Милево-Галонзки
22. Пасихы
23. Пшиборово
24. Росохате
25. Сивки
26. Скрода-Велька
27. Старе-Гуты
28. Ставяне
29. Суралы
30. Свидры-Добжице
31. Свидры-Подлесьне
32. Вишовате
33. Войславы
34. Жебрки

## Поселения
1. Божимы
2. Домброва
3. Ядлувек

## Соседние гмины
1. Гмина Бяла-Писка
2. Гмина Кольно
3. Гмина Пшитулы
4. Гмина Стависки
5. Гмина Щучин
6. Гмина Вонсош